# Effeuillage (vigne)

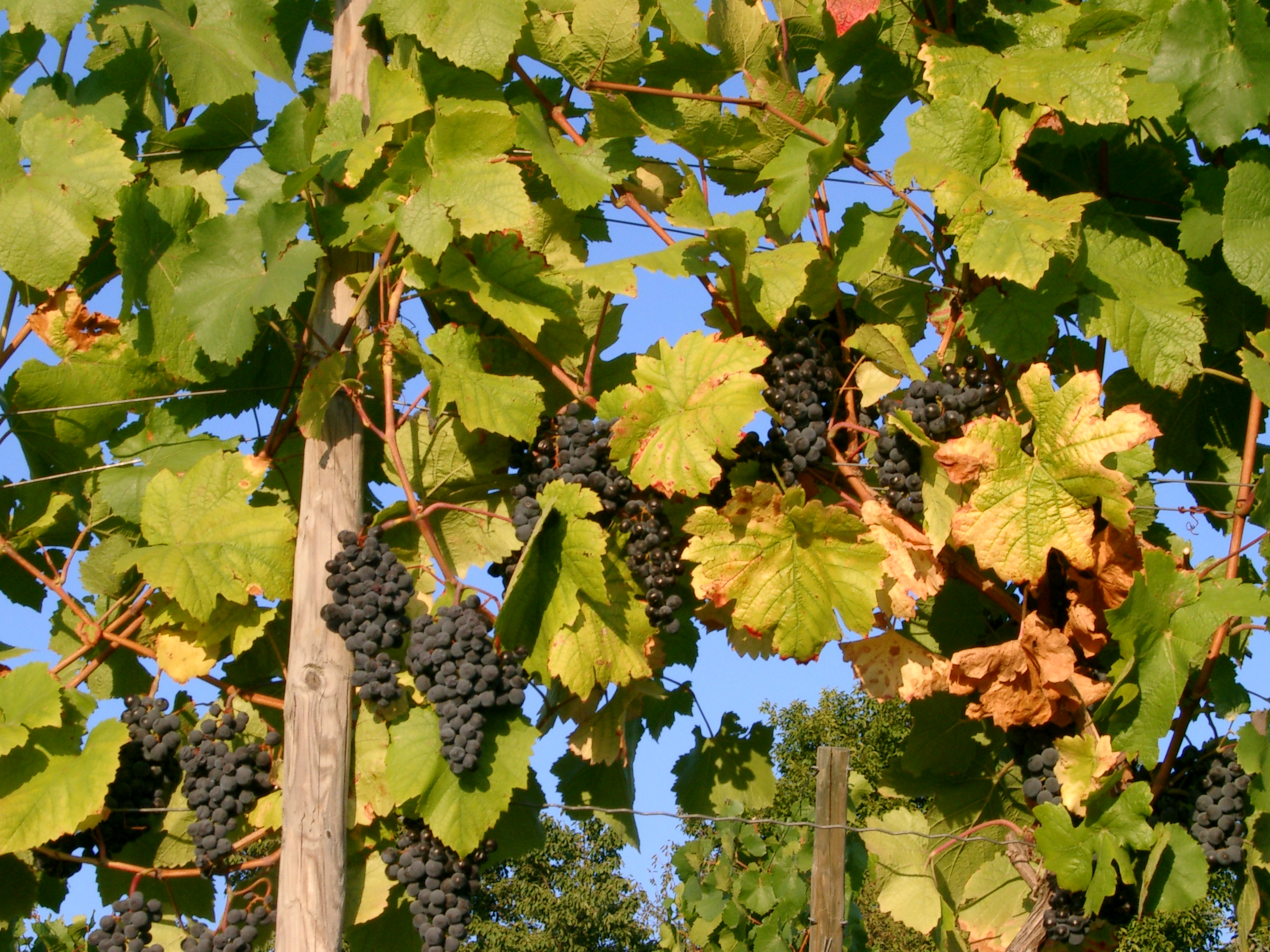
Vigne non effeuillée : Les feuilles au niveau des grappes sont décolorées, elles ne participent plus à la photosynthèse.

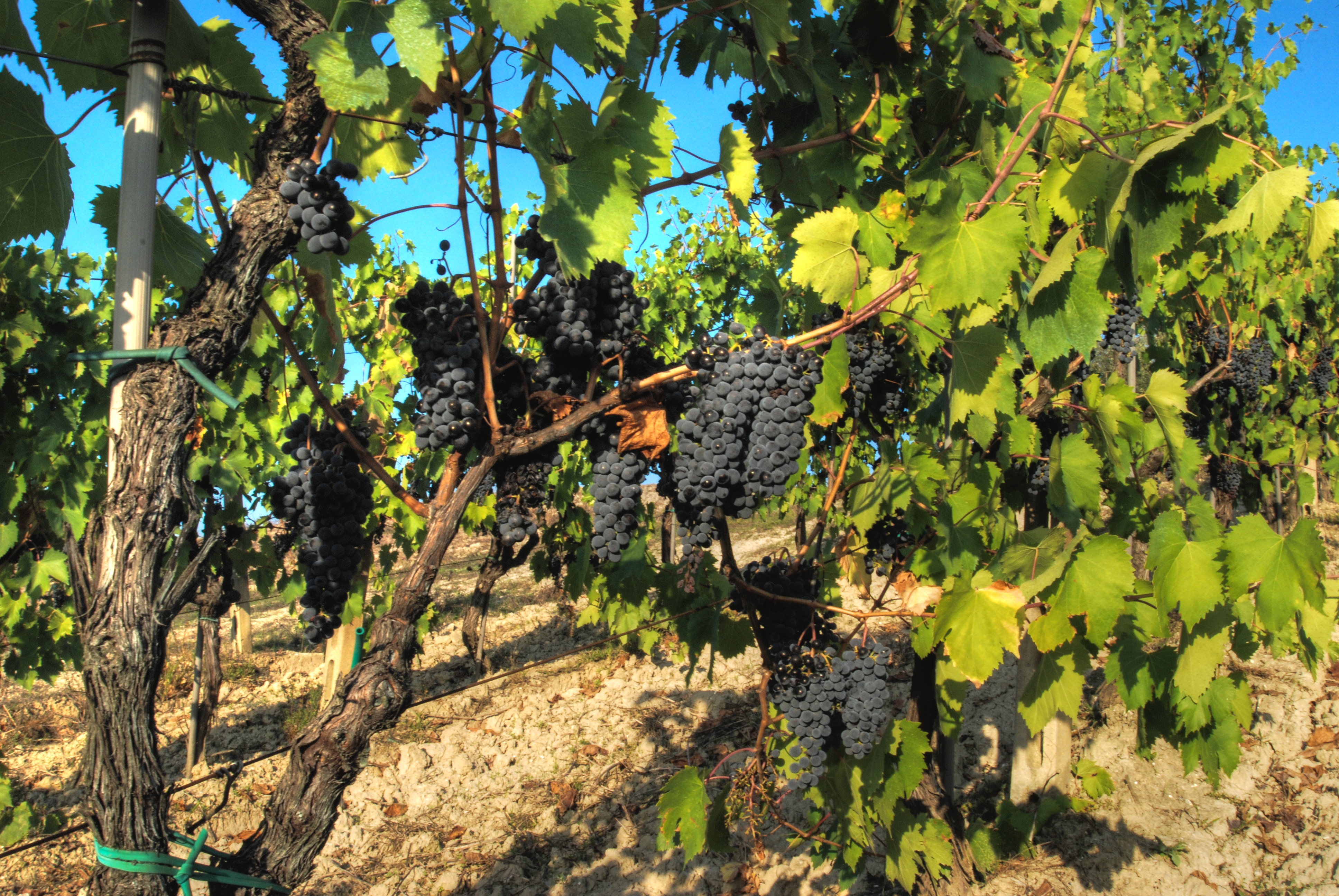
Vigne effeuillée : les feuilles enlevées sont celles qui n'ont plus de rôle photosynthétique.

L'effeuillage, en viticulture, consiste à enlever les vieilles feuilles (dites « sénescentes ») afin de favoriser l'éclairement et l’aération des grappes. Cela permet une meilleure maturation des baies et diminue les risques d'apparition de certaines maladies cryptogamiques. L'effeuillage peut être effectué de manière manuelle ou mécanisée.

## Intérêt
Dans les vignes où la végétation est importante, l'amas de feuillage au niveau des grappes crée un microclimat humide favorisant les maladies cryptogamiques dont le mildiou et surtout la pourriture grise. Au stade fermeture de la grappe (stade de développement où les grains de raisins commencent à se toucher entre eux) les feuilles de la base sont celles qui ont effectué la photosynthèse depuis le débourrement. Leur rendement a baissé et leur rôle repris par des feuilles plus jeunes. Les enlever n'est donc pas pénalisant, mais améliore l'environnement des grappes et optimise les traitements anti-botrytis. Un autre stade quelques jours avant récolte permet d'exposer les grains à la lumière solaire pour en accélérer la maturation, voire la surmaturation dans le cas de vins moelleux.

## Procédé

### Manuel
L'effeuillage manuel fait partie des travaux en vert réalisables sur la vigne. Les feuilles sont arrachées à la main, sur la zone des grappes. La technique est plus coûteuse en main d'œuvre, mais permet de gagner en précision (taux de feuilles enlevées, minimisation des blessures des grappes, adaptation de la surface foliaire pour la vigueur de chaque cep, …)

### Mécanique

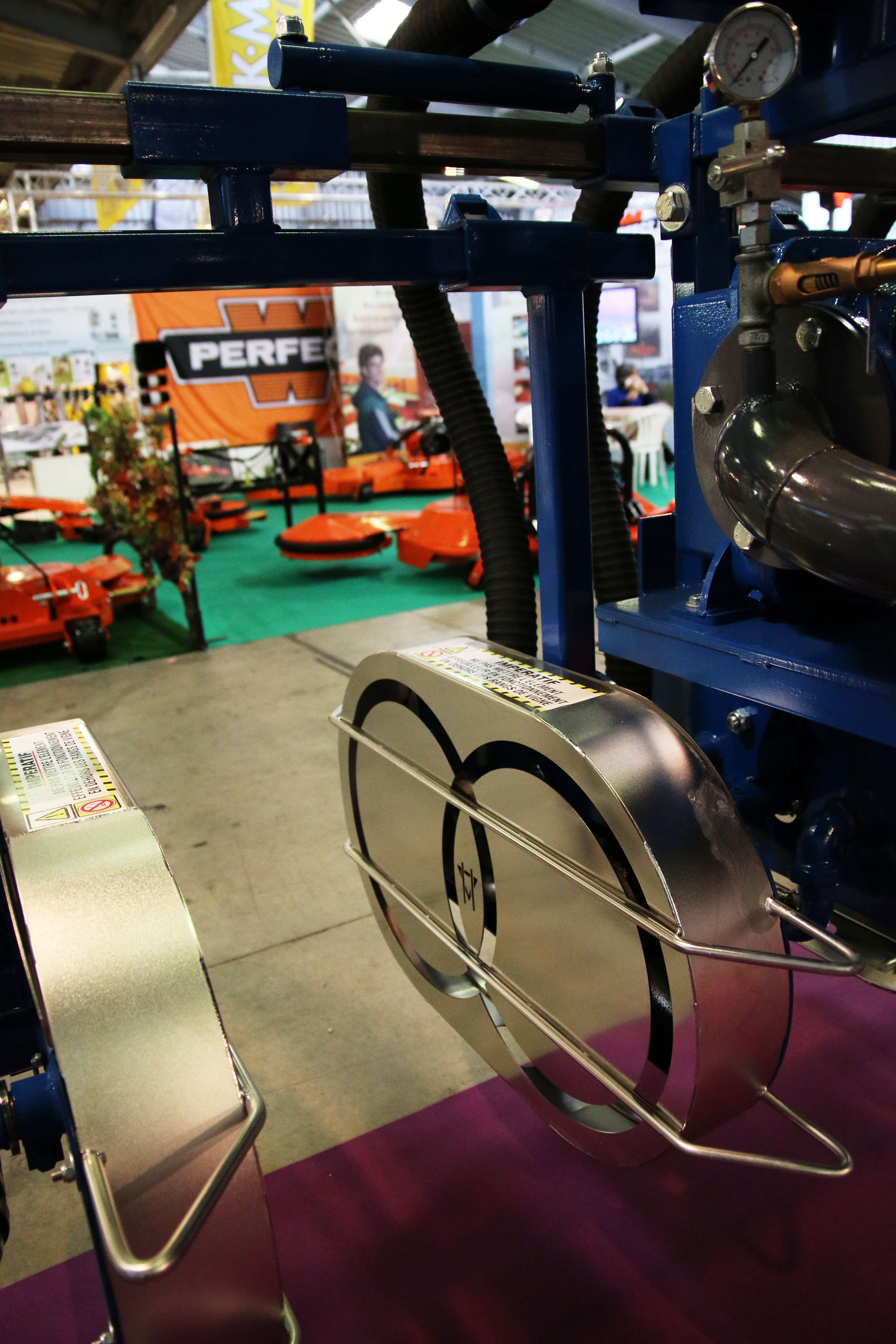
Effeuilleuse pneumatique

Il existe de nombreux fabricants utilisant plusieurs systèmes. Certains aspirent les feuilles vers une lame qui les coupe ou vers deux rouleaux contrarotatifs qui les aspirent, d'autres utilisent un chauffage à gaz qui coagule les protéines des feuilles, entraînant leur dessèchement et leur chute au bout d'une quinzaine de jours.